# Distrito del Ouest lausannois
El distrito del Ouest lausannois (hispanizado Oeste de Lausana) es uno de los diez distritos del cantón de Vaud. Su capital es Renens. El distrito tiene su origen en 2008, con la entrada en vigor de la nueva ley de separación territorial del cantón de Vaud. Es el resultado de la unión de algunas comunas de los distritos de Lausana y Morges.

## Geografía
El Ouest lausannois se encuentra situado en pleno corazón del cantón, a orillas del lago Lemán. Limita al norte con el distrito de Gros-de-Vaud, al este con Lausana, al sur con el departamento de Alta Saboya (FRA), y al oeste con Morges.

## Comunas
| Distrito del Ouest lausannois | Distrito del Ouest lausannois | Distrito del Ouest lausannois |
| Comunas                       | Población (31.12.2014)        | Superficie km²                |
| ----------------------------- | ----------------------------- | ----------------------------- |
| Bussigny                      | 8180                          | 4,82                          |
| Chavannes-près-Renens         | 7215                          | 1,65                          |
| Crissier                      | 7571                          | 5,50                          |
| Ecublens                      | 12 164                        | 5,71                          |
| Prilly                        | 12 058                        | 2,17                          |
| Renens                        | 20 446                        | 2,96                          |
| Saint-Sulpice                 | 3530                          | 1,85                          |
| Villars-Sainte-Croix          | 674                           | 1,66                          |
| Total (8)                     | 71 838                        | 26,32                         |

## Cambios en las comunas

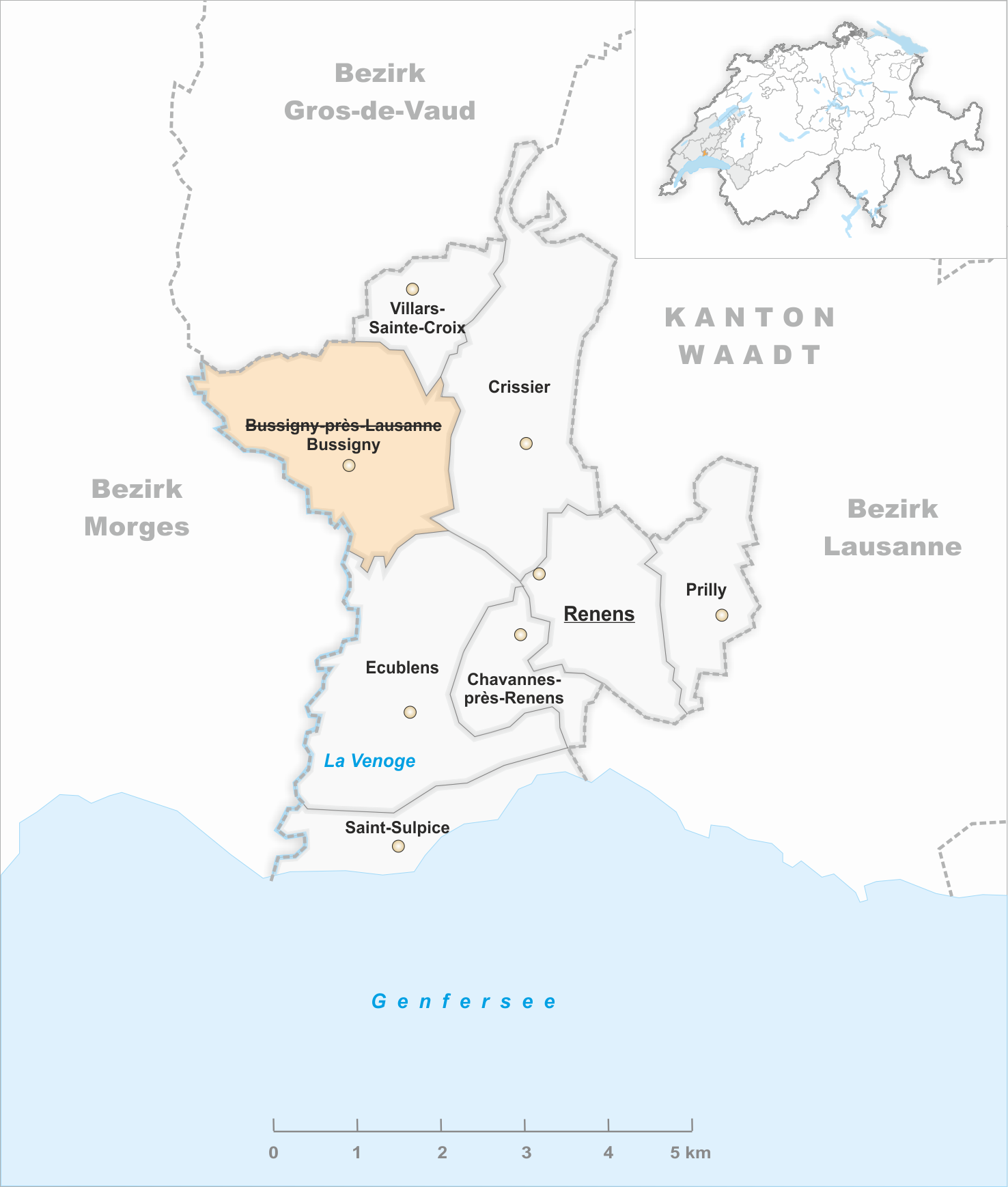
Comunas hasta 2014

- 1 de mayo de 2014: Cambio de nombre de Bussigny-près-Lausanne → Bussigny